# Max Putze
Max Putze (* 9. November 1928 in Altewalde) ist ein deutscher Bergmann und früherer Volkskammerabgeordneter der SED.

## Leben
Putze stammt aus der preußischen Provinz Oberschlesien und ist der Sohn eines Handwerkers. Nach dem Besuch der Volksschule nahm er 1944 eine zweijährige Lehre zum Schmied auf. Ab 1952 arbeitete Putze im VEB Kaliwerk Glückauf Sondershausen als Schlosser, Bergmann, Hauer und Hauer-Brigadier. Er wohnte in dieser Zeit mit seiner Familie in Göllingen, Kreis Artern.

## Politik
Putze wurde 1952 Mitglied des FDGB und trat 1960 in die SED sowie in die Gesellschaft für Deutsch-Sowjetische Freundschaft (DSF) ein.
In der vierten Wahlperiode von 1963 bis 1981 war er Mitglied der SED-Fraktion in der Volkskammer der DDR. Er war Mitglied des Jugendausschusses der Volkskammer.

## Auszeichnungen
- Held der Arbeit
- vierfacher Aktivist der sozialistischen Arbeit
- Hervorragender Jungaktivist